# Taupói-tó
A Taupói-tó 616 km²-es felületével Új-Zéland legnagyobb tava, az Északi-sziget közepén terül el. A Taupo tűzhányó kalderájában keletkezett, annak mintegy 26 ezer évvel ezelőtti szupervulkáni kitörése nyomán. A Waitahanui, Tongariro, és Tauranga Taupo folyók táplálják, fölös vizét a Waikato, Új-Zéland leghosszabb folyója vezeti le.
A tó partján üdülőváros található, fontos turisztikai központ, évente több millió látogatóval. A tóból nagy mennyiségben halásszák a betelepített sebes pisztrángot és szivárványos pisztrángot. 

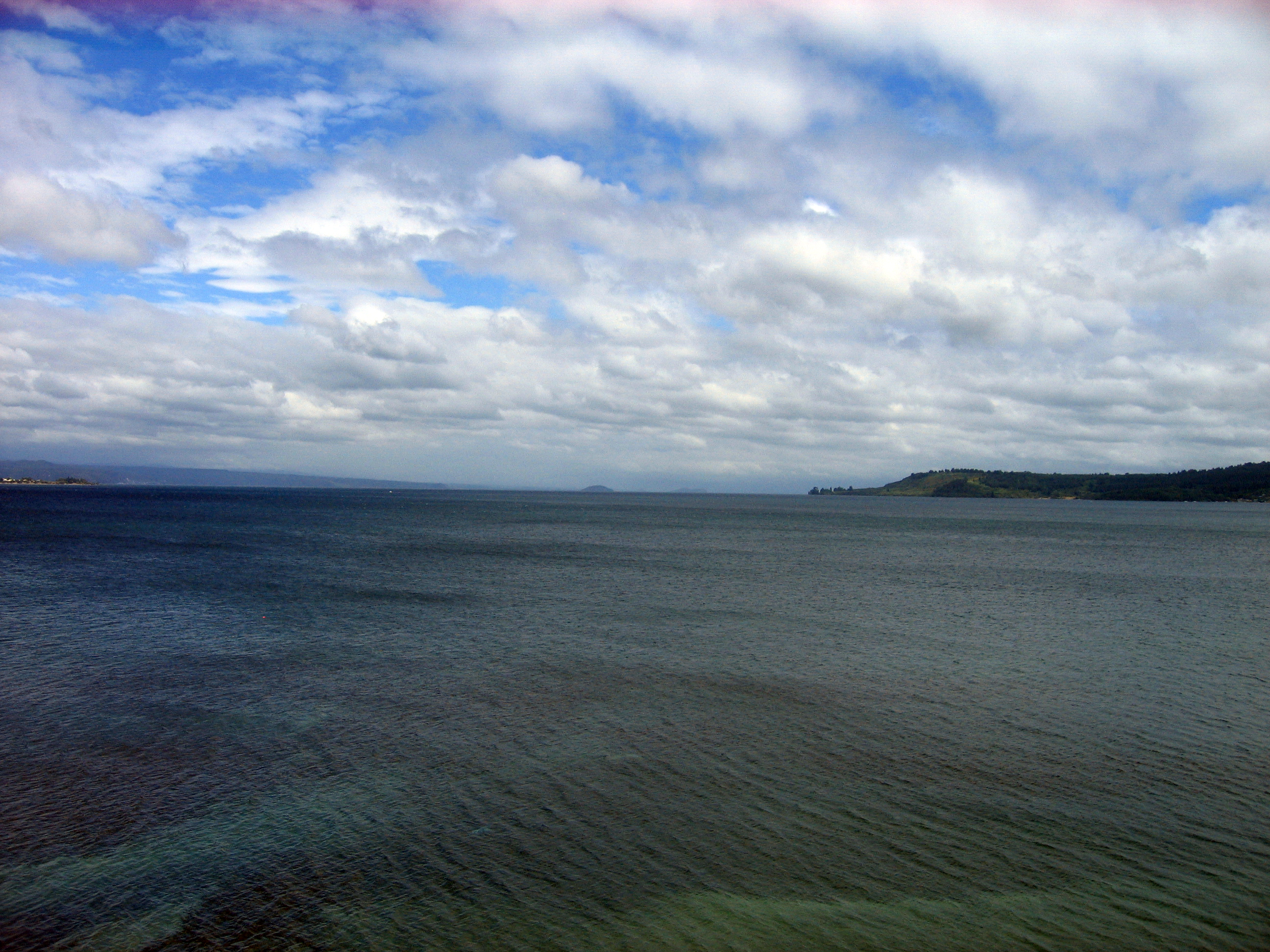
Látkép a tóról

## Keletkezése
A tó a Taupo nevű, körülbelül 26 500 évvel ezelőtt felrobbant szupervulkán (az esemény neve  Oruanui kitörés) kalderájában alakult ki. Ez volt a legnagyobb vulkánkitörés a Földön a Toba-vulkán 75 000 évvel ezelőtti kitörése óta. A Taupo azóta 28 alkalommal tört ki. A legutóbbi nagy kitörésére, a Hatepe-kitörésre i. sz. 180 körül került sor, ennek is globális hatásai voltak.  A tó felszíne alatt, valamint a környékén továbbra is működnek vulkáni eredetű hőforrások.

## Élővilága
A tó környékén bükkfafélék és kőtiszafafélék alkotnak erdőt, amelynek aljnövényzetében főleg páfrányok élnek, mint a Blechnum filiforme, Asplenium flaccidum, Doodia media, Hymenophyllum demissum, Microsorum pustulatum és a Microsorum scandens. Néhány más jellegzetes társult növény  az Olearia ranii és a Alseuosmia quercifolia.
A hazai állatvilág képviselői a Paranephrops planifrons, egy endemikus folyami rákféle, és a kokopu, a Galaxias családhoz tartozó ugyancsak endemikus apró halfajta. A tóban jelentős állománya él a sebes pisztrángnak (Salmo trutta) és a szivárványos pisztrángnak (Oncorhynchus mykiss), ezeket Európából és Kaliforniából telepítették be a 19. század végén. A pisztrángok számára táplálékul Retropinnidae fajokat is betelepítettek.
Melegvíz-kedvelő szivacsok és más gerinctelenek élnek a víz alatti geotermikus hőforrások környékén.

## Fordítás
Ez a szócikk részben vagy egészben a Lake Taupo című angol Wikipédia-szócikk ezen változatának fordításán alapul.  Az eredeti cikk szerkesztőit annak laptörténete sorolja fel. Ez a jelzés csupán a megfogalmazás eredetét és a szerzői jogokat jelzi, nem szolgál a cikkben szereplő információk forrásmegjelöléseként.